# Anglosasko naseljavanje Britanije
Anglosasko naseljavanje Britanije je pojam kojim označujemo procese iskrcavanja i naseljavanja germanskih naroda s kontinentalne Europe na Britaniju tijekom ranog srednjeg vijeka. Posebice se odnosi na dolazak Anglosasa u Britaniju nakon pada starorimske vlasti u 5. stoljeću.
Znanstvena zajednica nije jedinstvena u svezi s poticajem, stupnjem naseljavanja i učinkom naseljavanja germanskih naroda. Razlog su različitosti izvora. Tradicijska podjela doseljenika na Angle, Sase i Jute - naroda iz Angelna, Stare Saske i Jyllanda datira iz djela Historia ecclesiastica gentis Anglorum koje je u 8. stoljeću napisao na latinskom Beda Časni o kršćanstvu u Kraljevini Engleskoj. Povijesna i arheološka istraživanja s početka 20. stoljeća su pokazala da je širi raspon germanskih naroda s obala Frizije, Donje Saske i Švedske doselio u Britaniji u onom dobu. Anglosasi su zamijenili keltsku kulturu i društvo u velikom dijelu južne i središnje Britanije te tako pridonijeli stvaranju anglosaske Engleske i uporabi staroengleskog jezika.
Za vremenski slijed događaja, pogledati članak kronologija anglosaskog naseljavanja u Britaniju.
Stari latinski tekstovi ovaj dolazak nazivaju Adventus Saxonum, a prvi ga je uporabio sv. Gildas oko 540. godine.
Adventus Saxonum polazišnom je točkom povijesti Engleske. Tradicijski ju se opisuje više kao invazijom, nego kao naseljavanjem, dok nadnevci i okolnosti odudaraju. Mjera prvih uspjeha Angla i Sasa bila je 441. godine, kad je Galska kronika iz 452. zabilježila da je Britanija pala pod sasku vlast nakon što je pretrpila mnogo katastrofa, vjerojatno u značenju da je sva britanska obala ostala odsječenom do tog nadnevka.
U znanstvenoj zajednici traje debata kako i zašto su naselja Angla i Sasa bila uspješna te pitanje pune naravi odnosa Angla i Sasa prema romaniziranim Britima, uključujući pitanje dokamo su došljaci premjestili ili nadomjestili postojeće stanovnike. Većinu neromaniziranih Brita koja je živjela na zapadu i sjeveru Britanije anglosasko naseljavanje uvelike nije pogodilo.